# Passion & Pride
Passion & Pride: Anthems With Atitude from the Sonic Adventure Era é uma coletânea com músicas dos jogos Sonic Adventure 1/SADX e Sonic Adventure 2/SA2B. Foi lançado em 10 de Setembro de 2014 pela WaveMaster Entertainment.

## Tracklist
Todas as faixas escritas e compostas por Jun Senoue e outros compositores. 
| N.º            | Título                               | Letras                       | Música                   | Intérprete                  | Duração |  |
| 1.             | "It Doesn't Matter" (Versão 1)       | Jun Senoue & Takahiro Fukada | Jun Senoue               | Tony Harnell                | 4:29    |  |
| 2.             | "Believe in Myself" (Versão 1)       | Jun Senoue & Takahiro Fukada | Jun Senoue, Yuzo Koshiro | Karen Brake                 | 3:54    |  |
| 3.             | "Unknown From M.E." (Versão 1)       | Takahiro Fukada              | Kenichi Tokoi            | Marlon Saunders & Dread Fox | 4:33    |  |
| 4.             | "My Sweet Passion"                   | Takahiro Fukada              | Fumie Kumatani           | Nikki Gregoroff             | 5:10    |  |
| 5.             | "Lazy Days ~Livin' in Paradise~"     | Fumie Kumatani               | Jun Senoue               | Ted Poley                   | 4:06    |  |
| 6.             | "Theme of Dr. Eggman" (Instrumental) |                              | Jun Senoue               | Jun Senoue                  | 2:30    |  |
| 7.             | "Theme of E-102γ" (Instrumental)     |                              | Fumie Kumatani           | Fumie Kumatani              | 4:28    |  |
| 8.             | "It Doesn't Matter" (Versão 2)       | Jun Senoue                   | Jun Senoue               | Ted Poley                   | 2:49    |  |
| 9.             | "Believe in Myself" (Versão 2)       | Jun Senoue                   | Jun Senoue               | Kaz Silver                  | 3:56    |  |
| 10.            | "Unknown From M.E." (Versão 2)       | Kenichi Tokoi                | Kenichi Tokoi            | Marlon Saunders & Hunnid-P  | 4:50    |  |
| 11.            | "Throw It All Away"                  | Fumie Kumatani               | Fumie Kumatani           | Everett Bradley             | 5:00    |  |
| 12.            | "E.G.G.M.A.N."                       | Paul Shortino                | Jun Senoue               | Paul Shortino               | 3:24    |  |
| 13.            | "Fly In The Freedom"                 | Fumie Kumatani               | Fumie Kumatani           | Tabitha Fair                | 5:09    |  |
| 14.            | "It Doesn't Matter ~RMX 2.014k~"     | Jun Senoue                   | Jun Senoue               | Ted Poley                   | 2:50    |  |
| Duração total: | Duração total:                       | Duração total:               | Duração total:           | Duração total:              | 57:08   |  |

### Músicos Participantes
- Jun Senoue (Guitarra e Teclados) - Nas faixas 1, 2, 6, 8, 9, 12 e 14
- Mike Campbell (Guitarra) - Na faixa 4
- Rohn Lawrence (Guitarra) - Na faixa 3
- John Paris (Guitarra) - Na Faixa 5
- Akira Sasaki (Guitarra) - Na faixa 11
- Shinichi Moritake (Guitarra) - Na faixa 10
- Naoto Shibata (Baixo) - Nas faixas 1 e 2
- Will Lee (Baixo) - Nas faixas 3, 4 e 5
- Zev Katz (Baixo) - Na faixa 5
- Kenichi Tokoi (Baixo) - Na faixa 10
- East 4th Horns (Metais) - Nas faixas 3, 4 e 13
- Hirotsugu Honma (Bateria) - Nas faixas 1, 2 e 6
- Takeshi Taneda (Baixo) - Nas faixas 6, 8, 9, 12 e 14
- Katsuji Kirita (Bateria) - Nas faixas 8, 9 e 14
- Ricky Wellmann (Bateria) - Nas faixas 3, 4 e 5
- Bashiri Johnson (Percussão) - Nas faixas 4, 5 e 13
- Phillip Saisse (Teclados e Fender Rhodes) - Nas faixas 3, 4 e 5